# 瀬尾夏美
瀬尾 夏美（せお なつみ、1988年7月16日 - ）は、日本の画家、作家。東京都出身。

## 経歴
東京藝術大学大学院美術研究科絵画専攻修了。
2011年に発生した東日本大震災のボランティア活動に参加したことをきっかけに、映像作家である小森はるかとユニットを組む。
2013年より3年間、岩手県陸前高田市に活動の拠点を移す。
2015年、取材や記録、表現活動を行う団体NOOK創設。代表理事に就任。
2019年には、2011年から2017年までの自身のツイートをまとめた書籍『あわいゆくころ 陸前高田、震災後を生きる』を発売。
2022年には、災禍を記録するプロジェクト「カロクリサイクル」を始める。自然災害や戦争を体験した人々をさまざまなメディアで記録。

## 著書

### 単著
- 『あわいゆくころ 陸前高田、震災後を生きる』晶文社、2019年
- 『二重のまち/交代地のうた』書肆侃侃房、2021年
- 『声の地層: 災禍と痛みを語ること』生きのびるブックス、2023年

### 共著
- 『ららほら』響文社、2019年
- 『ベスト・エッセイ2022』光村図書出版、2022年 - 編: 角田光代、林真理子、藤沢周、堀江敏幸、町田康、三浦しをん
- 『文学ムック ことばと』書肆侃侃房、2023年